# エリック・ミレガン
エリック・ミレガン（Eric Millegan、1974年8月25日 - ）は、アメリカ合衆国の俳優。

## 出演作品
- BONES ボーンズ　-骨は語る-シリーズ（ザック・アディー）
- LAW & ORDER　クリミナル・インテント シーズン1
- The Phobic